# Sytze van der Zee
Sytze van der Zee (Hilversum, 25 juli 1939 – Amstelveen, 5 november 2024) was een Nederlandse journalist en schrijver.

## Leven en werk
Hij groeide op tijdens de Tweede Wereldoorlog in Hilversum in een NSB-gezin. Over zijn jeugd schreef hij in 1997 Potgieterlaan 7, het adres waar hij opgroeide.
Hij begon op 1 april 1963 als leerling-journalist bij het Nieuw Utrechts Dagblad; op 1 juli 1965 stapte hij over naar de Haagsche Courant. Een jaar later trad hij in dienst van het Algemeen Handelsblad, waar hij op 1 juli 1968 chef Nieuwsdienst werd. Hij was vanaf november 1969 voor het Algemeen Handelsblad en de Nieuwe Rotterdamse Courant correspondent in Bonn, vanaf 1975 voor NRC Handelsblad correspondent in Brussel en vanaf 1981 in Washington. In juni 1986 werd hij adjunct-hoofdredacteur van Elseviers Magazine. Vervolgens was hij van 1988 tot 1996 hoofdredacteur van Het Parool. Na zijn vertrek bij die Amsterdamse krant heeft hij een reeks van boeken geschreven, onder meer twee boeken over seriemoordenaars en verschillende boeken over de Tweede Wereldoorlog, verder een boek over pijn en de biografie Harer Majesteits loyaalste onderdaan over François van 't Sant, de secretaris van koningin Wilhelmina en in de Tweede Wereldoorlog in Londen hoofd van de geheime dienst.
Over zijn tijd bij Het Parool schreef hij het boek De overkant, dat ingaat op de bezuinigingen en de ingrijpende reorganisatie die de voorzitter van de raad van bestuur van het uitgeversconcern PCM in 1995-1996 zijn krant op wilde leggen, en hoe hij zich daartegen heeft verzet. Hiertoe lanceerde hij onder meer het plan de krant op tabloid uit te brengen, maar dit werd toen verworpen.
In Harer Majesteits loyaalste onderdaan staat te lezen dat Engelandvaarder Erik Hazelhoff Roelfzema op 15 april 1947 Van 't Sant in diens woonplaats, het Engelse Mortimer, bezoekt met het verzoek of deze koningin Wilhelmina wil informeren dat het voormalig verzet had besloten op 24 april 1947 de regering van de KVP'er Louis Beel omver te werpen. Oud-oorlogspremier Pieter Sjoerds Gerbrandy zou tijdelijk de leiding op zich nemen. De aanleiding voor de coup vormde het Akkoord van Linggadjati over de onafhankelijkheid van het toenmalige Nederlands-Indië. Om de mensen in te prenten dat het ernst was, zou PvdA-voorzitter Koos Vorrink worden geliquideerd. Toen het coupplan uitlekte, besloot Gerbrandy de zaak af te blazen. De brief waardoor dit alles aan het daglicht kwam, kreeg de auteur van een kleinzoon van Van 't Sant. Bij verschijning van het boek veroorzaakte deze onthulling grote ophef in de media.    
Zijn broer Henri (1934-2013) was journalist bij De Telegraaf, zijn oudste broer Wim (1930-1995) predikant en secretaris van de Raad van Kerken en zijn zuster Ietje advocaat.
Verder werkte hij met Willem van Zoetendaal en Frido Troost mee aan een fotoboek over Fokker 1911-1996, Salto Mortale (1998), waarvoor hij de interviews voor zijn rekening nam. Samen met David Endt schreef hij de interviews voor het boek dat in 2000 ter gelegenheid van het honderdjarig bestaan van Ajax verscheen, Ajax 1900-2000.
Daarnaast maakte hij twee documentaires voor de VPRO, De Vliegmensch over de luchtvaartpionier Frits Koolhoven (2001) die in de oorlog 'fout' zou zijn geweest, en samen met zijn zoon Olivier de documentaire Liefde is niet te bewijzen over de problemen waarmee deze werd geconfronteerd toen hij met zijn Chileense vrouw Paola in Nederland wilde gaan wonen. Deze film werd in 2002 uitgezonden.
In 2018 was Van der Zee met Gerard Aalders als adviseur betrokken bij de publicatie van de herziene en uitgebreide editie van Oorlogsouders van Isabel van Boetzelaer. De oorspronkelijke versie van dit boek verscheen in 2017. Na publicatie bleek dat Oorlogsouders op essentiële punten onbetrouwbaar was. De herziene en uitgebreide editie uit 2018 kon de verdenking van geschiedvervalsing echter niet wegnemen.
In 2019 produceerde de internationale productiemaatschappij Vice op basis van het boek Anatomie van een seriemoordenaar voor RTL's Videoland de driedelige tv-serie Het beest van Harkstede. De serie kwam op 19 december van dat jaar online beschikbaar. Tegelijkertijd verscheen een aangepaste uitgave van het boek onder de gelijknamige titel.
Van der Zee zat onder meer in het bestuur van World Press Photo, de jury van de Zilveren Camera en van de Fotojournalist van het Jaar, het bestuur van de vluchtelingenorganisatie ASKV/Steunpunt Vluchtelingen, de jury van de Prof. dr. Loe de Jong-prijs, de klachtencommissie van het Ziekenhuis Amstelland en de jury van De Tegel, de jaarprijzen van de Nederlandse journalistiek.
Van der Zee overleed op 5 november 2024 op 85-jarige leeftijd aan longkanker.

## Prijs
- ICODO-prijs 1997